# V5668 Sagittarii
Nova Sagittarii 2015 No. 2
Désignations
Nova Sagittarii 2015 No. 2, également dénommée PNV J18365700-2855420 et V5668 Sagittarii, est une nova découverte dans la constellation du Sagittaire le 15 mars 2015 par John Seach, un astronome amateur australien sur l'île de Chatsworth, en Nouvelle-Galles du Sud.
Cette découverte s'est faite à l'aide d'un objectif photo de 50mm à f/1. La nova était alors de magnitude 6,0.
La nova a atteint la magnitude de 4,0 le 21 mars 2015 en diminuant rapidement de manière irrégulière (6,0 le 26 mars) et en remontant en brillance vers un second maximum (4,5 le 4 avril 2015). Le 7 avril, la nova diminue extrêmement vite d'éclat jusqu'à la magnitude de +13,5.  Les poussières éjectées autour de l'étoile lors de son explosion initiale ont plongé (dust-dip) en en masquant momentanément sa brillance. Début septembre 2015 son éclat se stabilisait à +9.

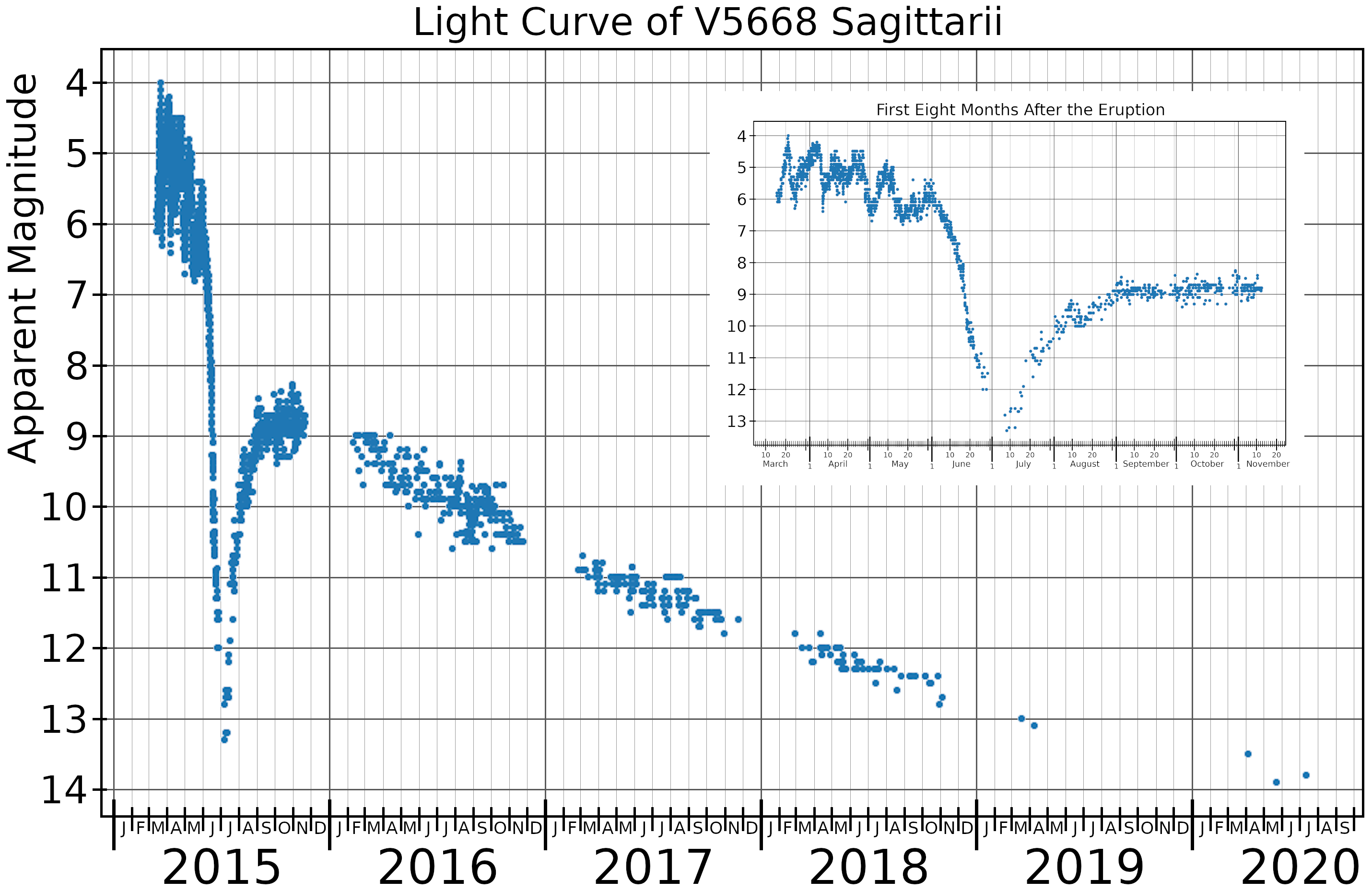
Courbe de lumière de V5668 Sagittarii, tracée à partir des données de l'AAVSO. En haut à droite : évolution centrée sur les huit premiers mois après l'éruption.